# Geodena auridisca
Geodena auridisca là một loài bướm đêm trong họ Geometridae.